# Tribalistas (álbum de 2002)
Tribalistas é o álbum de estreia do supergrupo musical brasileiro de mesmo nome. O seu lançamento ocorreu em 4 de novembro de 2002 através da editora discográfica independente Phonomotor, sob distribuição da EMI. Desde o início de suas carreiras, os músicos brasileiros Arnaldo Antunes, Carlinhos Brown e Marisa Monte estavam presentes nos trabalhos uns dos outros com certa frequência, mantendo também uma amizade pessoal. Em 2001, Monte foi convidada a contribuir com vocais em uma das faixas do quinto álbum de estúdio de Antunes, Paradeiro, que Brown estava produzindo em Salvador, Bahia. A passagem, que estava programada para durar apenas dois dias, acabou estendendo-se por uma semana. Neste período, eles compuseram 13 músicas de uma vez e, após um período discutindo o que fariam com cada uma delas, acordaram por registrá-las em conjunto. As gravações do projeto ocorreram entre 8 a 24 de abril de 2002 no estúdio projetado na casa de Monte, no Rio de Janeiro, sob a produção musical da própria cantora, a qual contou com o auxílio de Antunes, Brown e do músico Alê Siqueira.
Durante o desenvolvimento de Tribalistas, o trio decidiu incorporar gêneros musicais distintos em sua composição, como o pop, o samba, a bossa nova e, principalmente, a tropicália dos anos 1970. A incursão desse último gênero fora sugerida pela mídia como uma tentativa de emular a sonoridade dos Novos Baianos, assim como o conceito de supergrupo recebeu comparações com a proposta dos Doces Bárbaros. Liricamente explora temas díspares, como relacionamentos amorosos, o Carnaval do Brasil e, no caso de faixas como "Mary Cristo" e "Anjo da Guarda", conceitos lúdicos de anjo da guarda e o nascimento de Cristo. Além de terem composto todas as canções, os intérpretes forneceram variados instrumentos para a obra, sendo Dadi Carvalho e Cézar Mendes, os únicos dois outros músicos creditados em seu instrumental. A cantora Margareth Menezes, por sua vez, participa dos vocais e do violão de um número de seu alinhamento, ao qual foi convidada a contribuir após visitar os Tribalistas em estúdio.
Após seu lançamento, Tribalistas foi recebido com avaliações geralmente positivas pelos críticos especializados, com a maioria a elogiar a qualidade de suas canções, a união coesa entre os estilos díspares dos três intérpretes e seus vocais, principalmente os de Monte. Outros expressaram que o excesso de participação dela o fazia soar como um de seus trabalhos solos. O disco foi nomeado em cinco categorias no Grammy Latino de 2003, faturando a de Melhor Álbum Pop Contemporâneo em Língua Portuguesa. Foi igualmente bem recebido no âmbito comercial; no Brasil, liderou por várias semanas a parada de vendas de álbuns publicada pela revista IstoÉ Gente, sendo que 23 destas foram consecutivas. Internacionalmente, também foi bem recebido, atingindo o primeiro lugar em Portugal e o segundo na Itália, enquanto qualificou-se entre os cem primeiros na França, Espanha e Suíça. Tal desempenho resultou em diversas certificações, incluindo a de diamante emitida pela Pro-Música Brasil (PMB) e a de platina entregue por outras associações, como a Associação Fonográfica Portuguesa (AFP). Mundialmente, vendeu mais de 3 milhões de unidades. 
Dois singles foram lançados de Tribalistas. O primeiro, "Já Sei Namorar", foi um grande sucesso comercial, atingindo o topo das rádios do Brasil, registrando entrada nas paradas de várias nações, como Itália, Países Baixos e Portugal, e recebendo um certificado de ouro pela Federazione Industria Musicale Italiana (FIMI) pelas vendas de cem mil unidades em território italiano. "Velha Infância", a segunda faixa de trabalho, foi lançada seguidamente e repetiu o desempenho comercial positivo da antecessora, culminando nas rádios brasileiras ao ponto de converter-se na mais executada do ano de 2003. O trio realizou divulgação mínima para o disco, limitando-se a apenas algumas entrevistas a veículos de comunicação e apresentações na cerimônia do Grammy Latino, em Miami, e no anfiteatro Arena de Verona, na Itália. Uma versão em vídeo da obra, contendo os bastidores de sua produção e gravação, foi exibida pela TV Globo.

## Antecedentes
Os músicos brasileiros Arnaldo Antunes, Carlinhos Brown e Marisa Monte, desde o início de suas carreiras, estiveram a colaborar com relativa frequência nos trabalhos uns dos outros. A primeira contribuição ocorreu no álbum de estreia de Monte, Mais (1990), que foi precedido pelo single "Beija Eu", cocomposto por Antunes. Já sua parceria com Brown iniciou-se em 1994, quando ele foi convidado a colaborar no disco seguinte dela, Verde, Anil, Amarelo, Cor-de-Rosa e Carvão. A partir daí, ambos também iniciaram uma relação de amizade bastante estreita. Com Brown, inclusive, vindo anos mais tarde, a descrevê-la como a sua "irmã espiritual". A relação deste com Antunes veio acontecer pouco depois, quando os três escreveram e produziram faixas para o álbum duplo de Monte, Barulhinho Bom - Uma Viagem Musical (1996). Ela foi coprodutora do segundo disco de estúdio de Brown, Omelete Man, que contou com composições de Antunes. Este, por sua vez, adicionou letras escritas por Brown em seu projeto Um Som (1998).
Em 2000, Monte liberou seu disco seguinte Memórias, Crônicas e Declarações de Amor. A canção escrita por Brown, "Amor I Love You" tornou-se o primeiro single do projeto e o motor que impulsionou as suas vendas, fazendo-as ultrapassar 1 milhão de unidades em território brasileiro e garantindo-lhe um certificados de diamante através da Pro-Música Brasil (PMB). Rendendo, ainda uma indicação a Melhor Canção Brasileira na 2ª cerimônia do Grammy Latino. Durante a gravação da música, Antunes participou recitando um trecho do livro O Primo Basílio (1978), escrito pelo diplomata português Eça de Queirós.

## Gravação e produção
"A gente nunca tinha se reunido para compor um volume tão grande de canções em poucos dias, como aconteceu em Salvador. Agora, de alguma forma, há muitos anos já que a gente vem compondo coisas, ou eu e Carlinhos, ou eu e Marisa, ou Carlinhos e Marisa, ou nós três juntos. Isso vem acontecendo com uma certa freqüência, apesar da gente viver em cidades diferentes. E eu acho que existe aí uma questão de afinidade de linguagem mesmo, que é rara. Eu componho com muita gente, tenho muitos parceiros. E com ninguém é tão fluente"

—Antunes explicando o entrosamento com Brown e Monte para a criação de Tribalistas.
Em março de 2001, Antunes recrutou Brown e o músico Alê Siqueira para produzirem seu quinto álbum de estúdio, Paradeiro. As sessões de produção e composição iniciaram-se em seguida no estúdio Ilha dos Sapos, localizado no bairro do Candeal, em Salvador, Bahia. Pouco depois, eles convidaram Monte para ir ao local realizar uma participação especial contribuindo com vocais para faixa-título deste álbum, a qual ela também assinava a coautoria. A gravação foi rápida, mas a cantora acabou por ficar com eles durante toda uma semana, passando assim a colaborar com Antunes e Brown na criação de novas composições. Em conversa com Nelson Motta, Monte detalhou como o processo surgiu: "A gente não se encontrou para compor um disco. Eu fui gravar com o Arnaldo, aí sabia que ia ficar uns dias com ele, busquei umas coisas aqui, ele tinha umas coisas pensadas lá, e naturalmente quando a gente se encontra, os três juntos, essas músicas começaram a ser feitas, a serem concluídas".
Monte trouxe ao estúdio uma fita demo contendo esboços de letras que ela havia começado a elaborar sozinha anteriormente ou então algo que havia começado a criar com Brown, em alguma outra ocasião, mas que não havia tido a oportunidade de ser concluído, explicando; "Às vezes uma coisa que eu e o Brown tínhamos começado, a gente terminava com o Arnaldo, às vezes uma coisa que eu trazia antiga, às vezes uma coisa que eles tinham começado e que eu fiz algum detalhe". Dizendo, ainda, que o processo criativo era realizado toda as noites "e cada noite a gente fazia mais duas [canções] e cantava as que haviam sido feitas no dia anterior". Durante o processo, o trio recebeu a visita de Margareth Menezes. Segundo eles, a cantora esteve por mais de uma ocasião no estúdio, durante todo o dia, os vendo compor e tocar as peças que estavam sendo criadas, o que os deixou motivados a envolve-la em algumas delas. No final daquela semana, Antunes, Brown e Monte haviam escrito em comunhão por volta de 20 músicas, sendo que três destas foram desenvolvidas com a contribuição adicional de outros parceiros como Menezes, Davi Moraes, Cezar Mendes e Pedro Baby.

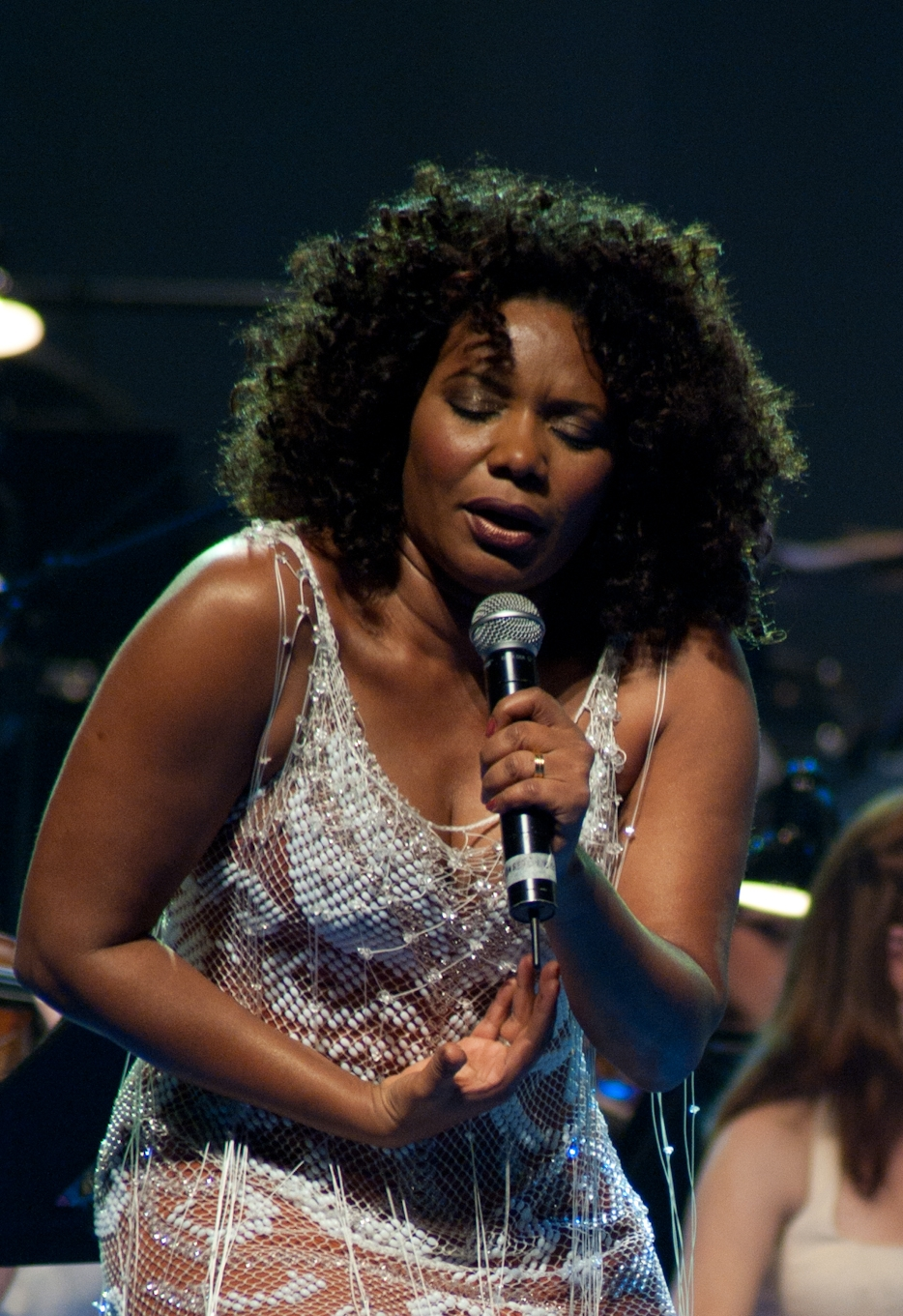
A cantora Margareth Menezes participa dos vocais e do violão de "Passe em Casa", sendo convidada a contribuir após visitar os Tribalistas no estúdio

Em seguida, o três retomaram os compromissos de suas carreiras individuais; Monte deu continuidade a turnê de apoio a Memórias, Crônicas e Declarações de Amor (2000), que foi registrado em audiovisual e lançado no final daquele ano. Antunes liberou Paradeiro em outubro e iniciou uma excursão para promovê-lo. Brown dedicou-se à produção dos álbuns da Timbalada e de Menezes. Contudo, entre telefonemas e encontros esporádicos, continuaram a aprimorar as composições e, após discutirem o que fariam com cada uma delas, concordaram em registra-las juntos. Em abril de 2002, momento no qual coincidia com menor número de trabalho nas agendas de cada membro, ficou decidido que, finalmente, realizarem a concretização do projeto. Os artistas se reuniram no estúdio pessoal de Monte, localizado em sua casa no bairro da Gávea, no Rio de Janeiro em 8 daquele mês. Com apenas dois dias de ensaio, as gravações duraram até 24 próximo, acumulando 13 dias no total, tendo registrado uma faixa a cada dia.
No estúdio, apenas outros dois músicos estiveram presentes, Dadi Carvalho e Cézar Mendes, que colaboraram tocando variados instrumentos, além de Menezes que contribuiu com vocais, composição e violão na faixa que é creditada. Monte emergiu como o ponto focal do grupo ao assumir sozinha a função de produtora, enquanto Brown, Atunes e o colaborador Siqueira assinaram a coprodução. A intenção da artista não era monopolizar os holofotes para si, segundo seu empresário Leonardo Netto, mas sim ser a "catalisadora da concretização desse projeto". Os meses de maio e junho foram dedicados a finalização e mixagem por Monte, Siqueira e Flávio de Souza. Pensando a princípio em ter no mínimo material para divulgá-lo, a produtora Trattoria Di Frame Produções foi contatada para filmar a gravação da obra. O cinegrafista Guilherme Ramalho montou com a diretora Dora Jobim uma estrutura com 3 câmeras mini-DV, para captar em tempo integral todo o trabalho realizado em estúdio. Cinco meses foram consumidos na edição e conclusão das imagens, incluindo a volta dos produtores ao estúdio para a mixagem de áudio em dolby 5.1.

## Estrutura musical
Tudo começou a partir dos violões, os arranjos surgiram da gente tocando e cantando as canções ali na hora da composição. E a gente pensava, já tá legal assim. Não é muito longe disso que tem que ser o disco. Então foi isso que orientou a criação dos arranjos, a gente deixou que eles brotassem a partir do princípio das composições, que eram as vozes e os violões.

— Tribalistas sobre o processo de concepção dos arranjos da obra.

### Temas e influências na composição
Musicalmente, Tribalistas é um álbum composto por diferentes estilos, como o pop, o samba, a bossa nova e, principalmente, a tropicália dos anos 1970. A incursão desse último gênero, fora sugerida pela mídia como uma tentativa de emular a sonoridade dos Novos Baianos, assim como o conceito de supergrupo recebeu comparações com a proposta dos Doces Bárbaros. Embora não tenham revelado nenhuma influência direta para elaboração do trabalho, Antunes citou Gil & Jorge: Ogum, Xangô (1975), Elis & Tom (1974), Doces Bárbaros (1976) e Refestança (1977) como exemplos que tiveram "de discos que foram feitos em conjunto, onde artistas fizeram uma coisa que não fariam sozinhos". Ao analisar a contribuição de cada um dos três membros, Marco Antônio Barbosa, do site CliqueMusic, escreve: "Se fossemos definir as percentagens de cada um na somatória final, pode-se dizer que o disco é 65% Monte — fase Verde, Anil, Amarelo, Cor-de-Rosa e Carvão (1994) —, 25% Brown e 10% Arnaldo. Melodias diretas, cativantes — pop, enfim — pontuam todo o álbum, mais destacadas quando Marisa vem à frente". Ao passo que Matt Cibula, da página PopMatters, sentiu que o disco exibe a combinação do pop de Monte, com o estilo afro de Brown e o experimentalismo de Antunes, resultando, no que definiu  ser, um "ménage à trois" entre os três centros musicais do Brasil e três grandes vertentes da música. Mauro Ferreira, da revista Istoé Gente, notou que o "projeto equilibra o concretismo da obra de Arnaldo com o pop classúdo de Marisa e as experimentações rítmicas de Brown".
Para fornecer apoio às canções, Tribalistas também mostra-se diverso ao fazer uso de uma série de instrumentos, como guitarras, cordas, baixo, baterias, teclados, cravo e uma percussão minimalista — incluindo o uso de pilão — assim formando uma sonoridade predominantemente acústica e carregada de violão que permeia a maior parte de seu conteúdo. Jon Lusk, da BBC News, apoiou o pensamento, reforçando que, embora o som do álbum passeie por peças distintas como caixa de música, berimbau e glockenspiel, ele nunca exagera na mistura ou deixar tais experimentações soarem confusas. O seu conteúdo lírico comporta as faixas temas dispares, como relacionamentos amorosos, o Carnaval do Brasil e conceitos lúdicos como o anjo da guarda e o nascimento de Cristo.

### Conteúdo e estrutura musical
Uma saudação, "bom dia, comunidade", da início à "Carnavália", primeira canção de Tribalistas. Esta é, em termos líricos, uma celebração ao espírito e a alegria do carnaval. A letra retrata a empolgação e as festividades desse evento anual, convidando os ouvintes a se juntarem à celebração. Sua composição musical, orna elementos do samba à tropicália em uma instrumentação concretizada pelo trabalho de violão, teclado e uma percussão tocada por Brown. A segunda obra, "Um A Um", é uma canção de andamento moderado, que versa sobre o desejo de uma conexão profunda e íntima entre dois indivíduos. A letra expressa o desejo de estar perto de alguém sem se perder, enfatizando a importância da conexão um a um. Em seguida vem "Velha Infância", uma balada de melodia pop, que descreve a intensa saudade sentida por um ente querido quando ele não está por perto. O refrão responde a isso com uma celebração alegre do relacionamento, expressando os sentimentos de amor, felicidade e segurança que os dois amantes compartilham. A repetição de "Eu gosto de você" reforça esse sentimento de profundo afeto. A música propõe que o relacionamento é tão bom porque evoca um retorno a um momento em que a vida era mais simples - a infância". A quarta música, "Passe Em Casa", apresenta a participação especial de Margareth Menezes. Musicalmente, é um pop com influências de hip hop, cujas linhas giram em torno do tema da saudade e da espera pela presença de alguém. A letra retrata um sentimento de impaciência e desespero pela visita de alguém, enfatizando o impacto emocional que isso causa na pessoa que espera. A repetição da frase "Passe em casa" no refrão funciona como um apelo, expressando o desejo da pessoa de ser visitada e passar tempo juntos. Isso reflete a ânsia por companhia e a necessidade de amenizar a solidão e a monotonia da vida. Aqui, as vozes em harmônia de Menezes e dos Tribalistas são acompanhadas por uma gaita e efeitos eletrônicos, além de ser possível ouvir rosnados de uma motocicleta em seu encerramento.

Acho que a letra de "Tribalistas" fala de uma coisa que é muito clara, que é trocar essa coisa das certezas, dos dogmas, das instituições, de Deus, por uma alegria cotidiana de estar vivendo em comunhão daí essa idéia de tribo. Sem certeza, juízo, religião, nada disso, só a alegria de estar fazendo a coisa juntos.

— Antunes explicando o significado da faixa-título de Tribalistas.
"O Amor É Feio" é uma obra de andamento lento, com linhas que desconstroem os tradicionais conceitos de beleza geralmente ligados às canções que abordam esse sentimento, evidenciado por trechos como: "O amor é sujo /Tem cheiro de mijo / Ele mete medo / Vou lhe tirar disso". "É Você", a sexta pista, é uma balada que deriva-se da tropicália, cujo apelo melódico fora comparada pela crítica a canção do catálogo de Brown, "Hawaii e You" (1998). Fala sobre uma conexão profunda e devoção entre duas pessoas. A letra transmite um senso de exclusividade e intimidade, sugerindo que o mundo do intérprete gira em torno dessa pessoa em particular. "Carnalismo" é, em termos musicais, uma mistura de valsa com modinha, similar as desenvolvidas no início do século XX. Com instrumentação formada por guitarras, piano e um acordeão tocado por Dadi Carvalho, exibe sons de chuva em seu decorrer, além de extrair os versos "me abraça e me faz calor" e "segredos de liquidificador" que são provenientes da música "Codinome Beija-Flor" (1985), gravada por Cazuza. Liricamente, celebra os aspectos físicos e sensuais do amor e do desejo, versando sobre uma forte atração e conexão entre duas pessoas.
"Mary Cristo" é uma singela e lúdica canção de Natal, e faz em seu título, um trocadilho com a expressão em inglês Merry Christmas. A seguinte é "Anjo da Guarda". Iniciando com a fala de uma criança, suas letras parecem transmitir uma mensagem de proteção, perseverança e encontrar beleza na vida cotidiana, que criam um contraste entre a escuridão da noite e o brilho da manhã, destacando o papel do anjo da guarda. "Lá de Longe" é uma cantiga de ninar; nela, os Tribalistas cantam a beleza do mundo escondida num lugar distante. Seus arranjos, quase acústicos, são ricos em violões e pianos, tocados pelo trio e por Dadi e Cezar Mendez. Interpretado unicamente por Monte, a décima primeira canção, "Pecado É Lhe Deixar de Molho", é uma balada de gênero bossa nova, em que explora temas de amor, paciência e perdão. Cantada principalmente por Monte, seu lirismo contém um senso de devoção e reverência em relação ao relacionamento em questão. "Já Sei Namorar" possui uma sonoridade inspirada pelo pop e faz referência a ser independente e viver a vida nos seus próprios termos. A letra enfatiza a ideia de que não se deve confiar na televisão ou na solidão para satisfazer as suas necessidades. Em vez disso, deveriam encontrar alegria no mundo à sua volta e abraçar a noção de que todos estão lá fora para dar amor e para serem amados. A faixa homônima "Tribalistas", encerra o disco. Sob o som da tropicália, sua letra refere-se ao futuro do próprio grupo, que demonstram não terem grandes pretensões e que sua continuidade juntos findaria-se naquele momento, proferindo: "O tribalismo é um anti movimento / Que vai se desintegrar no próximo momento /O tribalismo pode ser e deve ser o que você quiser / Não tem que fazer nada basta ser o que se é".

## Título, lançamento e capa

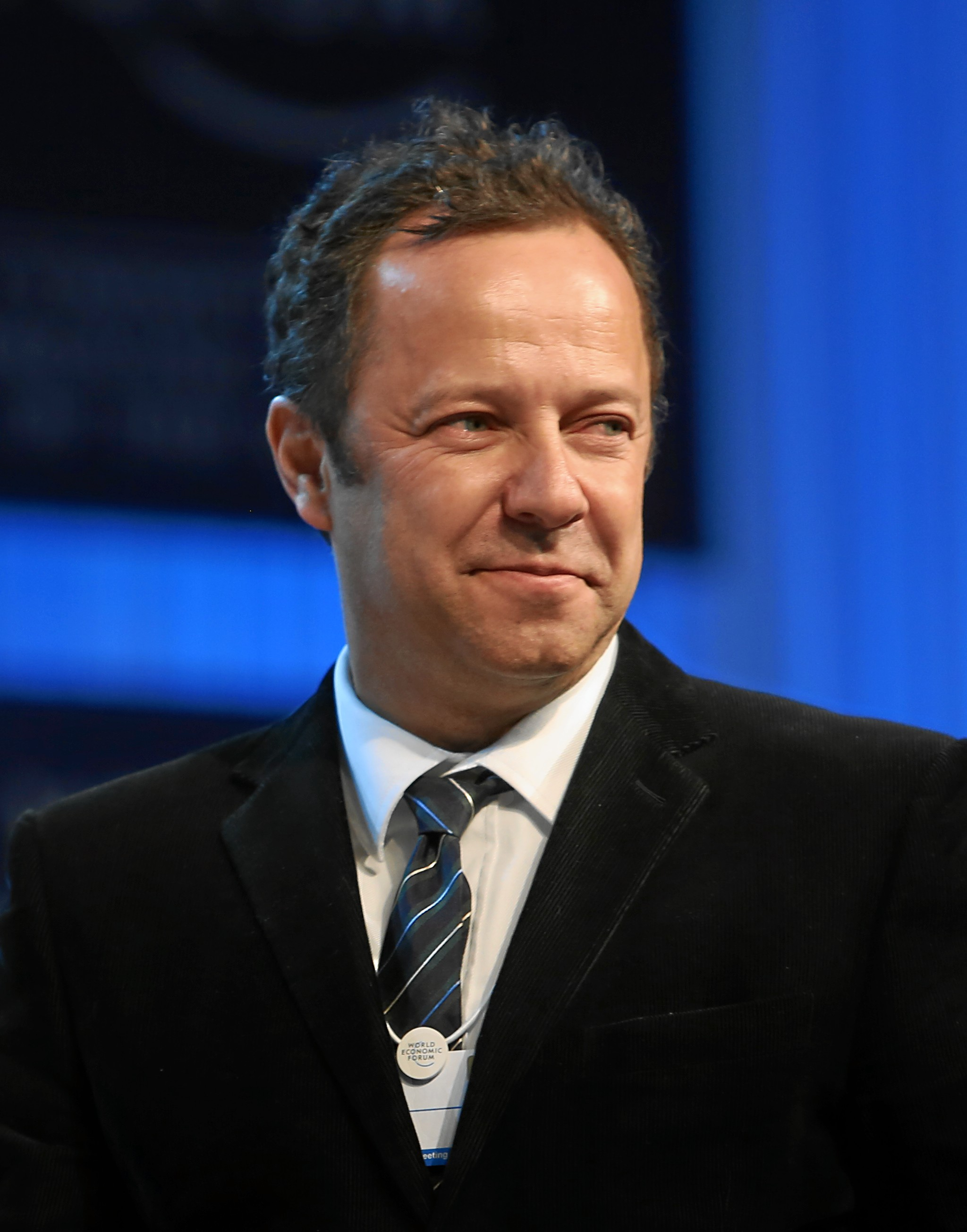
O artista plástico brasilo-estadunidense Vik Muniz desenhou a arte da capa de Tribalistas

Em meados de outubro de 2002, os Tribalistas anunciaram que o álbum seria lançado dias depois, em 4 de novembro, através da Phonomotor Records — editora discográfica independente de propriedade de Monte — sob distribuição da EMI Brasil. Como Antunes detinha um contrato de gravação vigente com a BMG à época, foi necessário negociar previamente sua autorização e licença com os executivos da gravadora, que o liberaram cordialmente. Brown, por sua vez, também necessitou ser autorizado pela BMG para poder ser plenamente vinculado ao projeto, porém da filial espanhola da empresa, por onde assinara e editaria mais tarde seu quarto álbum de estúdio Carlinhos Brown é Carlito Marrón (2003). Além de CD, o produto chegou às lojas em VHS e DVD; onde documenta em vídeo todo o processo de escrita e gravação da obra. Um mês após sua liberação, esta última versão foi exibida em algumas salas de cinema de centro comerciais das cidades do Rio de Janeiro e São Paulo, através de uma parceria com a Rede UCI Cinemas, tornando a EMI a primeira gravadora a utilizar desse método para um lançamento de um álbum no país. Ambas as três edições foram lançadas nos Estados Unidos em 17 de dezembro, na Europa em 11 de março de 2003, enquanto que em países como a Argentina isso só ocorreu a partir de 3 de fevereiro e no México em 3 de março. No total o trabalho foi disponibilizado para mais de 40 nações. Em maio de 2018, para celebrar a turnê de reencontro do trio, Tribalistas foi reeditado em disco de vinil pela Universal Music.
À parte disso, 5 mil exemplares de um songbook contendo partituras de todas as canções do álbum, bem como detalhes do processo de gravação de cada um delas, foram publicados pela Gryphus Editora em 3 de setembro de 2003 no Brasil e, simultaneamente, nos Estados Unidos, Espanha e América Hispânica. Elaborada pelo artista plástico Vik Muniz, a arte utilizada na capa do álbum é uma ilustração dos Tribalistas feita com uso de calda de chocolate. Originalmente, o profissional havia concebido uma imagem em que os membros apareciam desenhados com cordas de instrumentos musicais, mas quando o desenho era reduzido para a escala de capa de um CD, Muniz sentiu que as linhas perdiam seu significado original, então decidiu usar alimentos que estavam ao seu alcance, como chocolate e açúcar. A palavra que nomeia o disco é a mesma que dá nome ao supergrupo, cuja primeira sílaba "tri" tem o intuito de remeter a três integrantes e a tribo. Brown aprofundou-se, dizendo, que seu surgimento deu-se após revisarem várias palavras em um dicionário: "Triângulo, trifásico, tridimensional, trilogia [...] até que vimos o adjetivo tribal ao lado e imediatamente ocorreu para nós, somos Tribalistas!. Fiquei um pouco receoso com o nome, pois remete muito à minha imagem, o homem da Timbalada e as mil percussões, mas Marisa e Arnaldo votaram contra mim".

## Recepção

### Crítica profissional
| Críticas profissionais          | Críticas profissionais |
| Avaliações da crítica           | Avaliações da crítica  |
| Fonte                           | Avaliação              |
| ------------------------------- | ---------------------- |
| All About Jazz                  | [ 43 ]                 |
| Allmusic                        | [ 44 ]                 |
| BBC News                        | Positivo               |
| CliqueMusic                     | [ 23 ]                 |
| Correio Braziliense             | [ 45 ]                 |
| Down Beat                       | [ 46 ]                 |
| Folha de S.Paulo                | [ 24 ]                 |
| Istoé Gente                     | [ 21 ]                 |
| Tribuna da Imprensa             | [ 27 ]                 |
| Wilson & Alroy's Record Reviews | [ 47 ]                 |

Tribalistas foi recebido com aclamação pelos críticos musicais especializados, com a maioria a elogiar a qualidade de suas canções, a união coesa entre os estilos dispares dos três intérpretes, bem como seus vocais, principalmente os de Monte, enquanto outros sentiram que o excesso de participação dela o fazia soar como um de seus trabalhos solos. Philip Jandovský, do banco de dados AllMusic, por exemplo, concedeu-lhe cinco estrelas e meia de cinco totais, o definindo como um álbum "muito bom, mas simples e despretensioso" e que ele corresponde — embora de uma maneira diferente do que muitas pessoas haviam previsto —, as expectativas criadas em torno de seu lançamento. O profissional elogia as canções contidas por serem "diretas" e "muito atraentes", os vocais de Monte e Antunes por ornarem de forma "interessante e bastante inusitada" e a produção dela e Siqueira a qual considerou de "muito bom gosto". Notando, ainda, que embora haja "efeitos especiais esparsos" em sua produção, eles soam "elegantes" e contribuem "para que as canções pareçam frescas e diferentes". Outro banco de dados, o All About Jazz, entregou quatro estrelas e meia de cinco ao trabalho. Em uma revisão favorável, a equipe de editores expressam surpresa com a coesão entre os estilos diferentes dos artistas, dizendo que o que parecia que não iria ornar, milagrosamente, resulta em "uma coleção de músicas memoráveis que têm um ótimo gosto". Complementam atribuindo a qualidade das canções do álbum a junção dos vocais "suaves como manteiga" de Monte aos "ásperos e guturais" dos de Antunes, considerando ser similar a união de uma "lixa com um veludo", além de prezarem os de Brown, especificamente em "É Você", por o revelar "um tenor eficaz". Encerram considerando que, mesmo as vozes sendo a peça central de Tribalistas e não haja nada de experimental ou inovador nele, suas músicas são "interessantes" e ele se faz um trabalho "consistente", "convidativo", "romântico" e "altamente recomendado".
Emitindo três estrelas de quatro totais, Tatiana Tavares, periodista do Tribuna da Imprensa, notou que o projeto detém a habilidade de soar "simples pela objetividade de suas canções" e "sofisticado pela singularidade de seus arranjos", apontando também a sua proeza em criar um conceito distinto ao que cada um dos intérpretes desenvolvem em seus trabalhos individuais. O resultado final, segundo a autora, é um disco "minimalista, preso aos detalhes de cada melodia, aos arranjos perfeccionitas e a qualidade irrefutável de letras bem trabalhadas e canções que tem tudo para se tornarem referência". Resenhando para o portal britânico BBC News, Jon Lusk foi favorável ao disco em sua análise, a qual elegeu ser o melhor de Monte desde Verde, Anil, Amarelo, Cor-de-Rosa e Carvão (1994). Os vocais da artista foram considerados "a presença mais forte" e a "melhor coisa" presente, destacando também os arranjos, a contribuição de Dadi Carvalho — chamando-o de o mais notável entre os músicos de apoio —, bem como a qualidade de suas canções, afirmando que elas ficariam gravadas na memória do ouvinte ao longo de várias "execuções e, como toda a melhor música pop, logo se fixariam". Também o considerando similar à Verde, Anil, Amarelo, Cor-de-Rosa e Carvão, Marco Antonio Barbosa, do CliqueMusic, emitiu três estrelas e meia de cinco e opinou que as "melodias diretas" e "cativantes" do registro são ainda mais destacadas quando Monte "vem à frente" ou interage com a "estranha" interpretação de Antunes. Ao passo em que classificou suas faixas como "interessantes e contraditórias" por desviar-se da "mitomania criada em torno do trio", Barbosa negativou as expectativas que cerca o disco como uma "reedição modernizada da tropicália", bem como o que sugere ser uma "propensão à pomposidade" e um desejo de estabelecer através deste um "manifesto" e um "marco cultural" que, ao seu ver, podem afetá-lo de receber uma "audição isenta" e uma apreciação "sem expectativas ou noções pré-formadas".

Tribalistas se impõe como um dos melhores discos do ano pela qualidade do repertório inédito. [...] Embora o título indique uma folia percussiva, o CD tem clima delicado e artesanal. A reunião das três vozes resulta elegante. Aliás, Marisa lidera os vocais com sua afinação absoluta. A tribo é dez!

— Trecho da análise crítica feita por Mauro Ferreira, da revista Istoé Gente.
Pedro Alexandre Sanches, escrevendo para a Folha de S.Paulo, deu quatro estrelas máximas ao trabalho e escreveu que Monte consegue transitar com proeza entre a "racionalidade" de Antunes e "a espontaneidade" de Brown e que, aqui, vê-se diluído os "traços de conceitualismo banal" do primeiro e livra o segundo dos "embaraços em transmitir seus pontos de vista". Concluí a analise dizendo que no álbum, a qual classifica ser "sincero" e representativo a personalidade artística dos três, se há algum conceito nele, certamente não é o de promover revoluções, uma vez sua proposta "é essencialmente conservadora" e apegada a dogmas das décadas de 1960 e 70. Para editores do Estadão, a voz de Monte é "o norte e o leste" de Tribalistas ao ponto de ser possível chamá-lo de um disco dela solo; as canções presentes foram vistas como sendo "maneirinhas", "sem sobressaltos", "sem ladeiras nem morros" e o material foi descrito como um "anti-movimento" em meio à aquele momento no qual artistas transgressores estavam seguindo posições mais discretas, concluindo: "Há momentos históricos que pedem o confronto — e quem sabe este não seja um deles?". Fabiano Finco, do jornal Pioneiro, adjetivou-o de "agradável", enquanto ecoou pensamentos semelhantes ao de analistas anteriores, reforçando que as contribuições de Monte conseguem se sobressair a dos demais e faz Tribalistas soar como um trabalho unicamente seu.
Fornecendo três estrelas de quatro, o website Wilson & Alroy's Record Reviews, observou que Tribalistas é tão excessivamente suave que números acelerados como "Carnalismo" acabam por serem ofuscados. Já "Mary Cristo" e "Já Sei Namorar" são "maravilhosamente cativantes", enquanto elege "Carnavália" de "a melhor música que Monte lançou até hoje" e concluí que, em termos vocais, ela e Brown exibem seus melhores desempenhos aqui que em qualquer um de seus trabalhos solos. A revista americana Billboard, publicou uma matéria em que o classifica como um álbum "infinitamente brasileiro", "sofisticado e, sim, acessível o suficiente para se tornar um sucesso". Avaliando: "Do delicado e quase etéreo "Anjo da Guarda" e "Mary Cristo" à alegre faixa de abertura, "Carnavália", Tribalistas é uma delícia" e os vocais "barítono e profundamente baixos" de Brown e Antunes, quando ornados aos delicados de Monte, "funcionam" e provam que a união de "três vozes pode ser melhor que de uma", justificando que "cada um deles consegue cantar bem individualmente e ao mesmo tempo alcançam um todo coeso e lindo". Com a mesma atribuição, Rosualdo Rodrigues expressou menos entusiasmo em sua crítica para o Correio Braziliense, recomendando o ouvinte a não esperar nenhum manifesto nas letras do álbum, tão pouco algo de surpreendente nele já que, em sua visão, os artistas, ao concebê-lo, estavam "buscando mais os prazer proporcionado pela música do que exercícios conceituais". Durante a análise, elogia o entrosamento entre o trio e os vocais de Monte, mas expressa que números como "É Você" e "Velha Infância" parecem ser sobras do álbum solo dela, Memórias, Crônicas e Declarações de Amor (2000). Já Saulo Gomes, do portal ZeroZen, ao avaliar a versão em vídeo da obra, foi extremamente negativo, dizendo que as canções possuem um "clima soporífero" e "constrangedor" e o clima geral do CD é "romântico, quase brega, e definitivamente hippie". Dizendo, ainda, que "este é um álbum de Monte enquanto compositora", função a qual considera que ela é "de uma ruindade fora do comum" mas que, ao lado dos "desqualificados" parceiros nos quais  escolhe para escrever, "qualquer um pode se passar como gênio".

### Reconhecimento
O sucesso crítico de Tribalistas refletiu-se em premiações da indústria do entretenimento, rendendo ao supergrupo uma série de láureas e nomeações. Foi reconhecido como o melhor álbum de 2002 pela Associação Paulista de Críticos de Arte (APCA). "Velha Infância" e seus intérpretes foram indicados a Melhor Música e Melhor Conjunto Musical na 43ª edição do Troféu Imprensa, com o último no qual sagraram-se vencedores. Eles também receberam o troféu de Melhor Grupo de MPB durante a 43ª edição do Prêmio TIM de Música. Na décima cerimônia do Prêmio Multishow de Música Brasileira, "Já Sei Namorar" foi nomeada a Melhor Música e Melhor Vídeo Musical, recebendo o último, enquanto Tribalistas, tanto em sua versão em áudio como em vídeo, conquistou o de Melhor CD e Melhor DVD, respectivamente. Já no MTV Video Music Awards Brasil, a canção supracitada concorreu na categorias Escolha da Audiência e Videoclipe de Pop, novamente sem sucesso.
Internacionalmente, o trio foi duplamente nomeado ao Italian Music Awards, como Artista Revelação e Melhor Artista Estrangeiro, não conquistando nenhum, porém angariaram o de Melhor Grupo Latino nos Premios Ondas. Na 4ª cerimônia do Grammy Latino, Tribalistas foram nomeados a seis categorias; "Já Sei Namorar" concorreu a Gravação do Ano e Canção em Língua Portuguesa, enquanto o disco constou nas categorias Melhor Engenharia de Gravação, Álbum do Ano e Melhor Álbum Pop Contemporâneo em Língua Portuguesa. Ao vencer apenas nesta última, chamou a atenção da imprensa brasileira que os tinham como um dos favoritos a conquistar o maior número de vitórias naquela noite. Além destes prêmios, com 785 votos, Tribalistas foi eleito o segundo melhor álbum brasileiro de 2002, em uma enquete realizada com pouco mais de 9 mil leitores da Folha de S. Paulo. Em retrospecto, editores do mesmo jornal o posicionaram na 10.ª colocação entre os 50 discos que formaram a identidade musical brasileira na década de 2000.

## Singles
"Já Sei Namorar" foi lançado em  28 de outubro de 2002, servindo como o primeiro single de Tribalistas. Sua comercialização ocorreu através do lançamento de dois CD singles que foram distribuídos separadamente no Brasil e em vários outros países. Em termos comerciais, desempenhou-se grandiosamente, alcançado a 1.ª colocação entre as dez canções mais demasiadamente executadas pelas estações de rádio poucas semanas após sua divulgação. Em retrospecto, constou como a décima nona mais reproduzida de 2003 no país, de acordo com a Crowley Broadcast Analysis. Ao redor da Europa continental o sucesso também repetiu-se, qualificando-se na vice-liderança em Portugal, em 15.º lugar nos Países Baixos, 33.º na Itália, 75.º na Suíça e 84.º França. Foi certificado com ouro pela Federazione Industria Musicale Italiana (FIMI), representando 25 mil cópias vendidas em solo italiano. De acordo com o extinto serviço de telecomunicações Americel, a composição fechou o ano como a mais adquirida de seu serviços, unindo as vendas por download digital e ringtones de aparelhos celulares.
O segundo e último foco de promoção do álbum, "Velha Infância" foi lançado em 26 de março de 2003. Tornou-se outro grande sucesso, antes mesmo de sua liberação oficial, onde, assim como o antecessor, alçou-se para o cume das estações de rádios. Esta, segundo a Crowley e o Escritório Central de Arrecadação e Distribuição, foi a música mais tocada no país naquele ano e na década de 2000, respectivamente. À parte disso, integrou a trilha sonora da telenovela Mulheres Apaixonadas (2003), exibida pela Rede Globo, como tema dos personagens Cláudio (Erik Marmo) e Edwiges (Carolina Dieckmann). A publicação Spin também colocou o tema na 41.ª posição de sua lista das 50 melhores músicas de 2002. "É Você", embora não tenha sido lançada como single, foi adicionada a outra telenovela da Rede Globo, Da Cor do Pecado (2004), em sequências nas quais os personagem Moa (Aline Moraes) e Paco (Reinaldo Gianecchini) interagiam.

## Promoção
Em função de promover Tribalistas, pouco foi feito por parte dos membros, que optaram por realizarem apenas algumas entrevistas para veículos de mídia selecionados, sem concertos e nem aparições em programas televisivos. Segundo Monte, essa decisão já estava previamente acordada pelos três antes mesmo do lançamento do projeto e independente de qual fosse seu resultado comercial isso não se reverteria, em entrevista ao Jornal do Brasil, a cantora se aprofundou no assunto: "Quando lançamos o álbum todos estavam muito ocupados com suas carreiras solo. Mas o único jeito era fazê-lo naquela hora. Sei que vamos nos ver nos palcos, de shows de um e outro, mas não faremos uma turnê pelo país". A versão em vídeo da obra foi transmitido na integra em 3 de novembro de 2002 pela Rede Globo, às 00h50min após o Fantástico. Uma página oficial para o grupo na Internet esteve disponível a partir de 18 do mesmo mês, contendo uma promoção no qual os internautas poderiam concorrer a cópias do álbum em CD e DVD caso enviassem a resposta mais criativa a pergunta "O Você Achou do Encontro entre Arnaldo Antunes, Carlinhos Brown e Marisa Monte?". Em setembro de 2003, decidiram pela primeira vez organizarem uma coletiva de imprensa, escolhendo o Hotel le Lavoisier, em Paris, França, onde, além de conversarem com a imprensa de várias partes do mundo, tocaram faixas do álbum; A MTV Brasil foi a única emissora brasileira a comparecer ao evento e o exibiu como um especial de final de ano em 12 de dezembro.
No 4.º Grammy Latino, operado em 5 de setembro, em Miami, o grupo realizou a primeira de suas duas únicas apresentações televisionadas naquele momento; Sentados em banquinhos posicionados no centro do palco, executaram "Já Sei Namorar", com Monte assumindo o violão e Brown a percussão, enquanto Dadi e Mendes os acompanharam nos violões. Em matéria para o Tribuna da Imprensa, Tatiana Tavares elogiou o fato de terem mantido a canção em português para a performance ao invés de a regravarem em outro idioma, sendo assim, o oposto do compatriota Alexandre Pires, que se apresentou no mesmo evento cantando em espanhol. A segunda e última apresentação, ocorreu mais tarde naquele ano, quando tocaram "Já Sei Namorar" no anfiteatro Arena de Verona, em Verona, Itália, para um publico superior a 20 mil pessoas.

## Alinhamento de faixas
Todas as canções produzidas por Marisa Monte e co-produzidas por Alê Siqueira, Arnaldo Antunes e Carlinhos Brown.
| N.º            | Título                         | Compositor(es)                                     | Duração |  |
| 1.             | "Carnavália"                   | Arnaldo Antunes · Carlinhos Brown · Marisa Monte   | 4:16    |  |
| 2.             | "Um a Um"                      | Antunes · Brown · Monte                            | 2:41    |  |
| 3.             | "Velha Infância"               | Antunes · Brown · Monte · Davi Moraes · Pedro Baby | 4:10    |  |
| 4.             | "Passe em Casa"                | Antunes · Brown · Monte · Margareth Menezes        | 3:54    |  |
| 5.             | "O Amor É Feio"                | Antunes · Brown · Monte                            | 3:11    |  |
| 6.             | "É Você"                       | Antunes · Brown · Monte                            | 2:51    |  |
| 7.             | "Carnalismo"                   | Antunes · Brown · Monte · Cezar Mendes             | 2:36    |  |
| 8.             | "Mary Cristo"                  | Antunes · Brown · Monte                            | 3:00    |  |
| 9.             | "Anjo da Guarda"               | Antunes · Brown · Monte                            | 2:47    |  |
| 10.            | "Lá de Longe"                  | Antunes · Brown · Monte                            | 2:17    |  |
| 11.            | "Pecado É Lhe Deixar de Molho" | Antunes · Brown · Monte                            | 2:58    |  |
| 12.            | "Já Sei Namorar"               | Antunes · Brown · Monte                            | 3:16    |  |
| 13.            | "Tribalistas"                  | Antunes · Brown · Monte                            | 3:23    |  |
| Duração total: | Duração total:                 | Duração total:                                     | 41:20   |  |

## Créditos
Todo o processo de elaboração de Tribalistas atribui os seguintes créditos:
Produção
| - Produção musical: Marisa Monte - Co-produção musical: Alê Siqueira, Arnaldo Antunes, Carlinhos Brown - Produção executiva: Surly Aguiar - Mixagem: Alê Siqueira, Flávio de Souza, Marisa Monte | - Composição: Arnaldo Antunes, Carlinhos Brown, Cézar Mendes, Davi Moraes, Marisa Monte, Margareth Menezes, Pedro Baby - Masterização: Ricardo Garcia - Engenharia de Gravação: Antoine Midani - Assistência de estúdio: Leonardo Netto |

Instrumentação
- Vocais: Arnaldo Antunes, Carlinhos Brown, Margareth Menezes, Marisa Monte
- Guitarra: Carlinhos Brown, Dadi Carvalho, Marisa Monte
- Palmas: Arnaldo Antunes, Carlinhos Brown, Dadi Carvalho, Marisa Monte
- Afoxé: Carlinhos Brown
- Bumbo: Carlinhos Brown
- Afoxé: Carlinhos Brown
- Acordeão: Dadi Carvalho, Marisa Monte
- Violão: Carlinhos Brown, Marisa Monte
- Viola: Dadi Carvalho
- Baixo: Dadi Carvalho
- Órgão: Arnaldo Antunes, Marisa Monte
- Bateria: Carlinhos Brown
- Apito: Dadi Carvalho, Arnaldo Antunes
- Bumbo: Carlinhos Brown
- Caixa: Carlinhos Brown
- Agogô: Carlinhos Brown
- Caxixi: Carlinhos Brown
- Chapuis: Carlinhos Brown
- Pratos: Carlinhos Brown
- Gaita: Marisa Monte
- Harpa: Carlinhos Brown
- Cajon: Marisa Monte
- Trompete de brinquedo: Marisa Monte
- Trompete: Marisa Monte
- Marimba: Carlinhos Brown
- Moringa: Carlinhos Brown
- Cuíca: Carlinhos Brown
- Pratos: Carlinhos Brown
- Glockenspiel: Carlinhos Brown
- Congas: Carlinhos Brown
- Djembê: Carlinhos Brown
- Sinos: Carlinhos Brown
- Berimbau: Carlinhos Brown
- Caixa: Carlinhos Brown
- Bongos: Carlinhos Brown
- Pandeiro: Carlinhos Brown
- Tombak: Carlinhos Brown
- Bacurinha: Carlinhos Brown
- Efeitos sonoros: Marisa Monte
- EBow: Dadi Carvalho
- Steel guitar: Dadi Carvalho
- Slide guitar: Dadi Carvalho
- Ukulele: Dadi Carvalho
- Piano: Dadi Carvalho
- Sitar: Dadi Carvalho
- Viola da gamba: Dadi Carvalho
- Violão de aço: Margareth Menezes

## Desempenho comercial
Comercialmente, Tribalistas obteve um desempenho bastante positivo. No país nativo do supergrupo, o Brasil, de acordo com o ranking publicado pela Istoé Gente, com base em dados fornecidos pela revista Sucesso CD, o álbum debutou na segunda colocação entre os dez mais adquiridos no território — atrás somente do auto-intitulado de Rouge — durante a semana de 13 a 19 de novembro de 2002. Manteve-se na mesma ocupação, durante as próximas seis edições, quando na semana de 2 a 7 de janeiro de 2003, moveu-se para o cume do gráfico. A partir daí, impulsionado pela alta rotação de "Já Sei Namorar" nas rádios, realizou uma estadia de 23 semanas ininterruptas em primeiro lugar, até a edição de 28 de maio a 3 de junho, quando finalmente a trilha sonora da telenovela Mulheres Apaixonadas o deslocou para a segunda colocação. Ao vender 500 mil cópias em pouco mais de um mês de disponibilidade, chamou a atenção da imprensa por se tratar de uma época onde a venda de CDs experimentava decréscimo com a ascensão da pirataria e por tratar-se de um álbum promovido sem entrevistas e turnê. Foi anunciado como o disco mais adquirido pelos brasileiros em dezembro de 2002 — data no qual a indústria musical do país obtinha o seu maior ganho devido as festividades natalinas — superando assim Roberto Carlos que tradicionalmente era o artista a conquistar a melhor vendagem naquele período. Segundo um relatório divulgado pela Pro-Música Brasil (PMB), Tribalistas encerrou o ano como o quinto álbum mais comprado, mesmo tendo sido lançado em apenas um mês antes do seu término, o que levou o Jornal do Brasil a alcunhá-lo, junto à Rouge, de o "maior fenômeno" comercial que a indústria viu emergir em 2002. No ano seguinte, foi o décimo quinto mais bem-sucedido, vendendo, até setembro, 1 milhão de unidades no país. Após alcançar esse valor, a PMB emitiu um certificado de diamante à gravação. Estimasse que sua comercialização total já tenha excedido 2 milhões e 100 mil réplicas no Brasil.

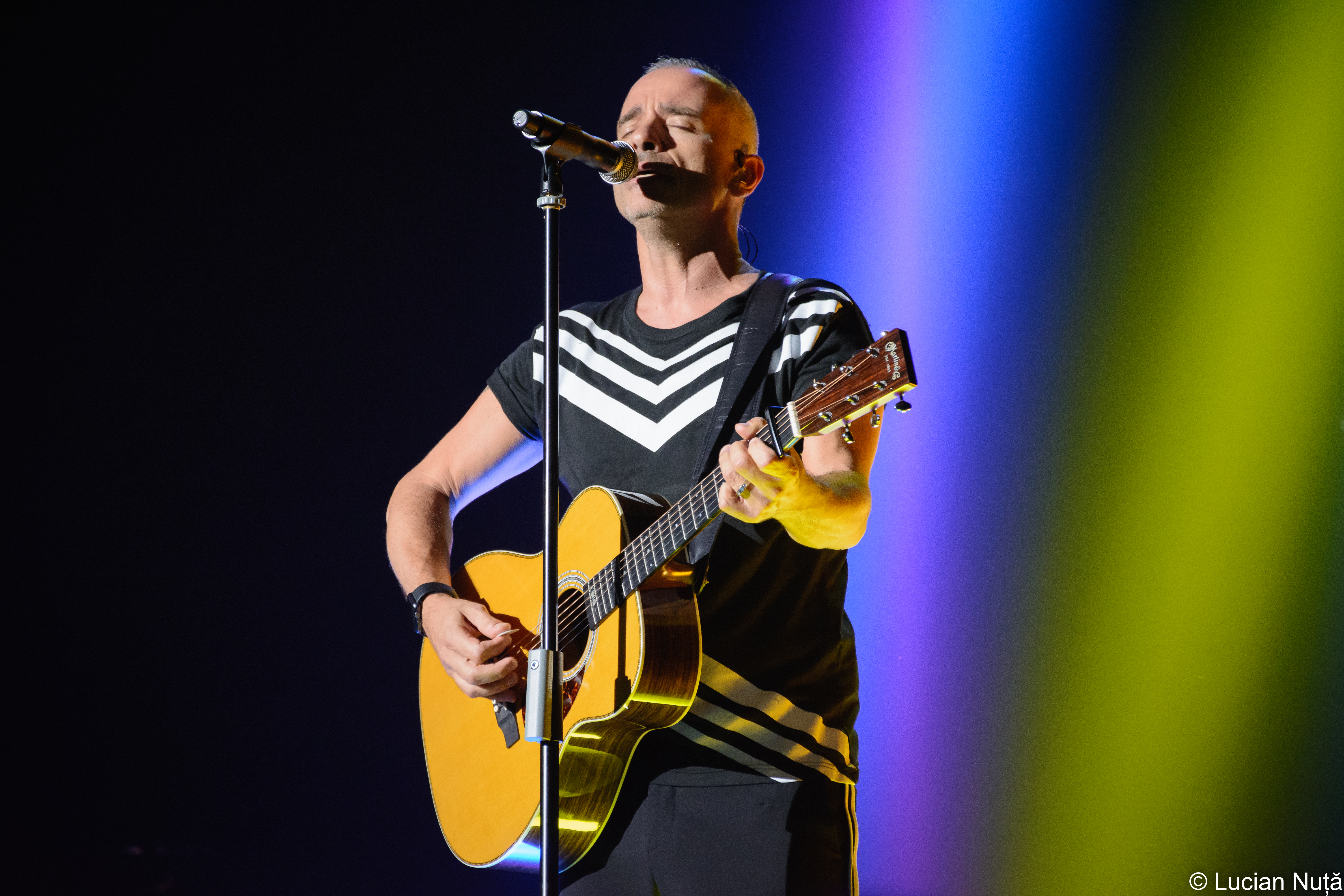
Na Itália, Tribalistas alcançou a vice-liderança na tabela de álbuns, atrás apenas de 9 de Eros Ramazzotti.

No mercado internacional, Tribalistas também obteve êxito. Na Argentina, por exemplo, a Cámara Argentina de Productores de Fonogramas y Videogramas (CAPIF) condecorou o trabalho com certificado de platina pelas 80 mil cópias comercializadas. Nos Estados Unidos, alcançou a posição doze no gráfico Billboard World Albums. Na Espanha alcançou um pico na 15ª ocupação de seu compilado de álbuns, onde oscilou por um total de 49 edições consecutivas. Posteriormente, ao comercializar 50 mil unidades por lá, foi premiado com um certificado de ouro através da Productores de Música de España (PROMUSICAE). Em solo francês, marcou 11 semanas consecutivas no gráfico de álbuns, debutando na 139.ª colocação em 13 de de julho de 2003 e alcançando como melhor o 39.º posto em 10 de agosto. Paralelamente, na Itália estreou na 8.ª posição em 29 de maio de 2003 e, desde então, obteve um crescimento gradativo ao longo das semanas. Na atualização de 26 de junho, finalmente alçou-se para a vice-liderança — ficando atrás apenas de 9, do cantor Eros Ramazzotti — que foi o seu melhor resultado e onde veio a permanecer por 5 semanas consecutivas. Completou 33 edições dentro da parada e finalizou 2003 como o 15.º álbum com melhores resultados. Recebeu, através da Federazione Industria Musicale Italiana (FIMI), um certificado de ouro denotando vendas de 25 mil unidades no país e, até setembro daquele ano, tal quantia já havia excedido os 100 mil.
Em Portugal, Tribalistas fez sua estreia no 28.º emprego do compilado divulgado pela Associação Fonográfica Portuguesa (AFP) e, em sua oitava semana, moveu-se para o segundo lugar, perdendo o ápice apenas para St. Anger, da banda Metallica. Contudo, na edição seguinte, subiu para o topo, uma posição a qual manteve-se por 15 edições consecutivas. Acumulou um total de 57 semanas dentro do gráfico, incluído reentradas nos anos de 2017 e 2018, quando o supergrupo estava em excursão com a sua turnê de reencontro. A AFP certificou-o como platina quádrupla, em reconhecimento as mais de 140 mil réplicas exportadas. Além disso, converteu-se no álbum mais adquirido de 2003 em terras lusitanas. Por outro lado, na Suíça, apesar de ter constado por 6 semanas dentro da Schweizer Hitparade, o material obteve apenas o número 90 como melhor posição. Mundialmente, Tribalistas chegou à marca de 3 milhões de cópias faturadas em sua totalidade.
| País — Tabela musical (2002—04)         | Posição de pico |
| --------------------------------------- | --------------- |
| Brasil (HITS)                           | 1               |
| Espanha (PROMUSICAE)                    | 15              |
| Estados Unidos (Billboard World Albums) | 12              |
| França (SNEP)                           | 39              |
| Itália (FIMI)                           | 2               |
| Portugal (AFP)                          | 1               |
| Suíça (Schweizer Hitparade)             | 90              |

| País — Tabela musical (2007) | Posição de pico |
| ---------------------------- | --------------- |
| Uruguai (CUDISCO)            | 10              |

| País — Tabela musical (2002) | Posição |
| ---------------------------- | ------- |
| Brasil (Pro-Música Brasil)   | 5       |
| País — Tabela musical (2003) | Posição |
| Brasil (Pro-Música Brasil)   | 12      |
| Itália (FIMI)                | 14      |

| Região                                                                                             | Certificação | Vendas    |
| -------------------------------------------------------------------------------------------------- | ------------ | --------- |
| Argentina (CAPIF)                                                                                  | Platina      | 80 000^   |
| Brasil (Pro-Música Brasil)                                                                         | Diamante     | 2 100 000 |
| Espanha (PROMUSICAE)                                                                               | Ouro         | 50 000^   |
| Itália (FIMI)                                                                                      | Ouro         | 100 000*  |
| Portugal (AFP)                                                                                     | 4× Platina   | 180 000^  |
| Resumos                                                                                            |              |           |
| Mundo                                                                                              | —            | 3 000 000 |
| *números de vendas baseados somente na certificação ^distribuições baseadas apenas na certificação |              |           |

## Histórico de lançamento
| País           | Data                   | Formato        | Gravadora(s)           |
| -------------- | ---------------------- | -------------- | ---------------------- |
| Brasil         | 4 de novembro de 2002  | CD · DVD · VHS | EMI Brasil             |
| Estados Unidos | 17 de dezembro de 2002 | CD             | Blue Note Records      |
| Europa         | 17 de dezembro de 2002 | CD             | Blue Note Records      |
| Argentina      | 3 de fevereiro de 2003 | CD · DVD       | Blue Note Records      |
| México         | 3 de março de 2003     | CD             | Blue Note Records      |
| Brasil         | Maio de 2018           | Vinil          | Universal Music Brasil |